# Robert II. (Frankreich)

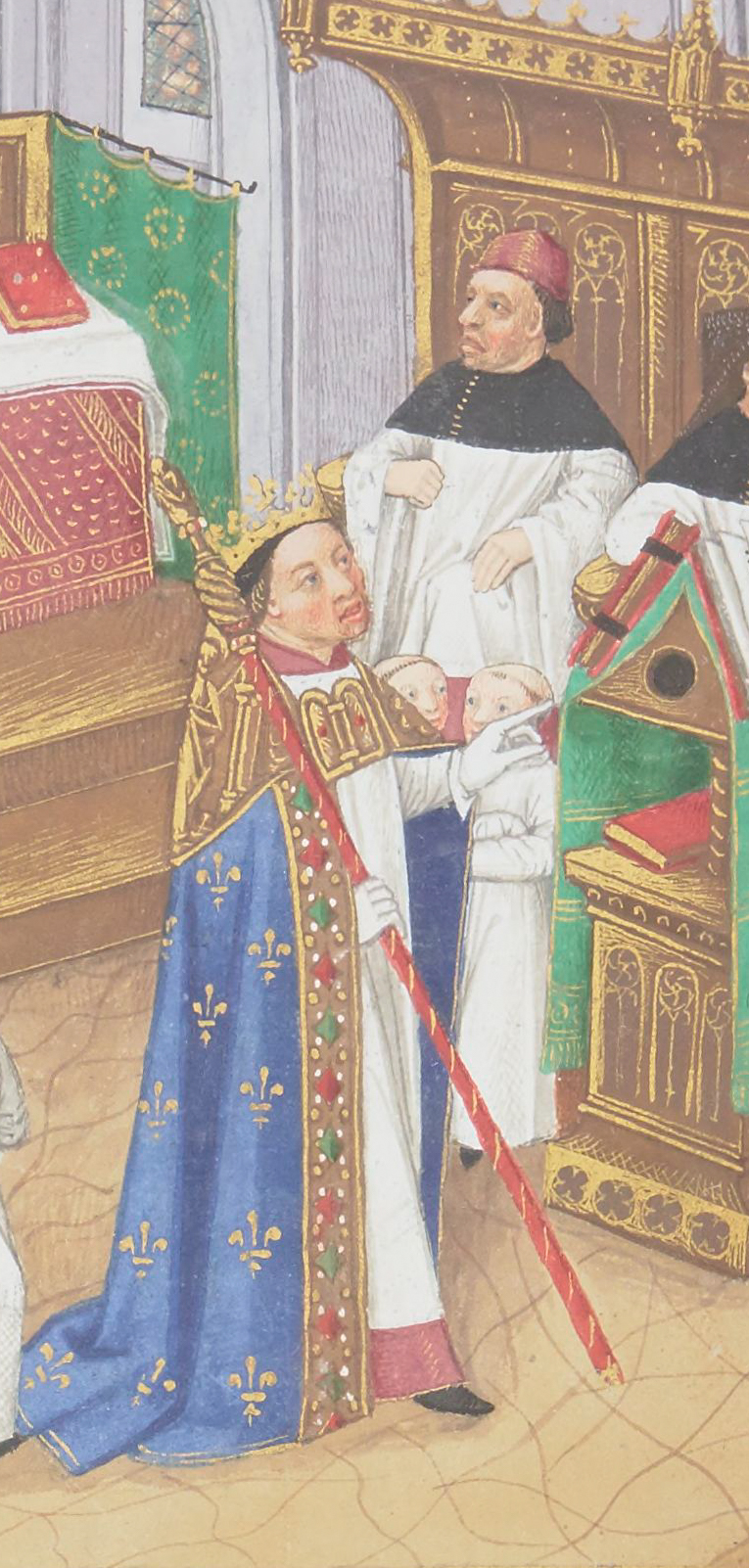
Robert der Fromme in einer Darstellung von Jean Fouquet aus den Grandes Chroniques de France. (15. Jahrhundert, Bibliothèque nationale de Paris)

Robert II., genannt der Fromme (französisch Robert le Pieux; * 27. März 972; † 20. Juli 1031 in Melun) war König von Frankreich von 987 (ab 996 Alleinherrscher) bis 1031 aus der Dynastie der Kapetinger.

## Leben

### Mitregent
Robert war der einzige Sohn Hugo Capets und dessen Gemahlin Adelheid von Aquitanien. Sein Vater sorgte für eine vorzügliche Ausbildung, indem er den Sohn zeitweise in Reims von Gerbert von Aurillac unterrichten ließ. Nachdem der Vater im Mai 987 zum König gewählt und im Juli in Noyon gekrönt worden war, erhob er zur Sicherung der Erbfolge gegen vielfachen Widerstand auch seinen Sohn zum Mitkönig, der dann im Dezember 987 in Orléans von Adalbero von Reims gekrönt wurde.
988 heiratete Robert auf Wunsch des Vaters in erster Ehe Rozala-Susanna, die Tochter König Berengars II. von Italien und Witwe des Grafen Arnulf II. von Flandern. Die Ehe wurde 992 getrennt, wohl weil Rozala mit ihren etwa 38 Jahren zu alt war, Kinder zu gebären. In zweiter Ehe vermählte er sich 996 mit Bertha von Burgund, der Tochter König Konrads von Burgund und Witwe des Grafen Odo I. von Blois.

### Alleinherrschaft
Nach dem Tod seines Vaters im selben Jahr übernahm Robert die Alleinregierung und sorgte 997 für eine Beilegung des Streites zwischen Gerbert von Aurillac und dessen Vorgänger Arnulf um das Erzbistum Reims. Gerbert begab sich danach an den Hof des jungen Kaisers Otto III.

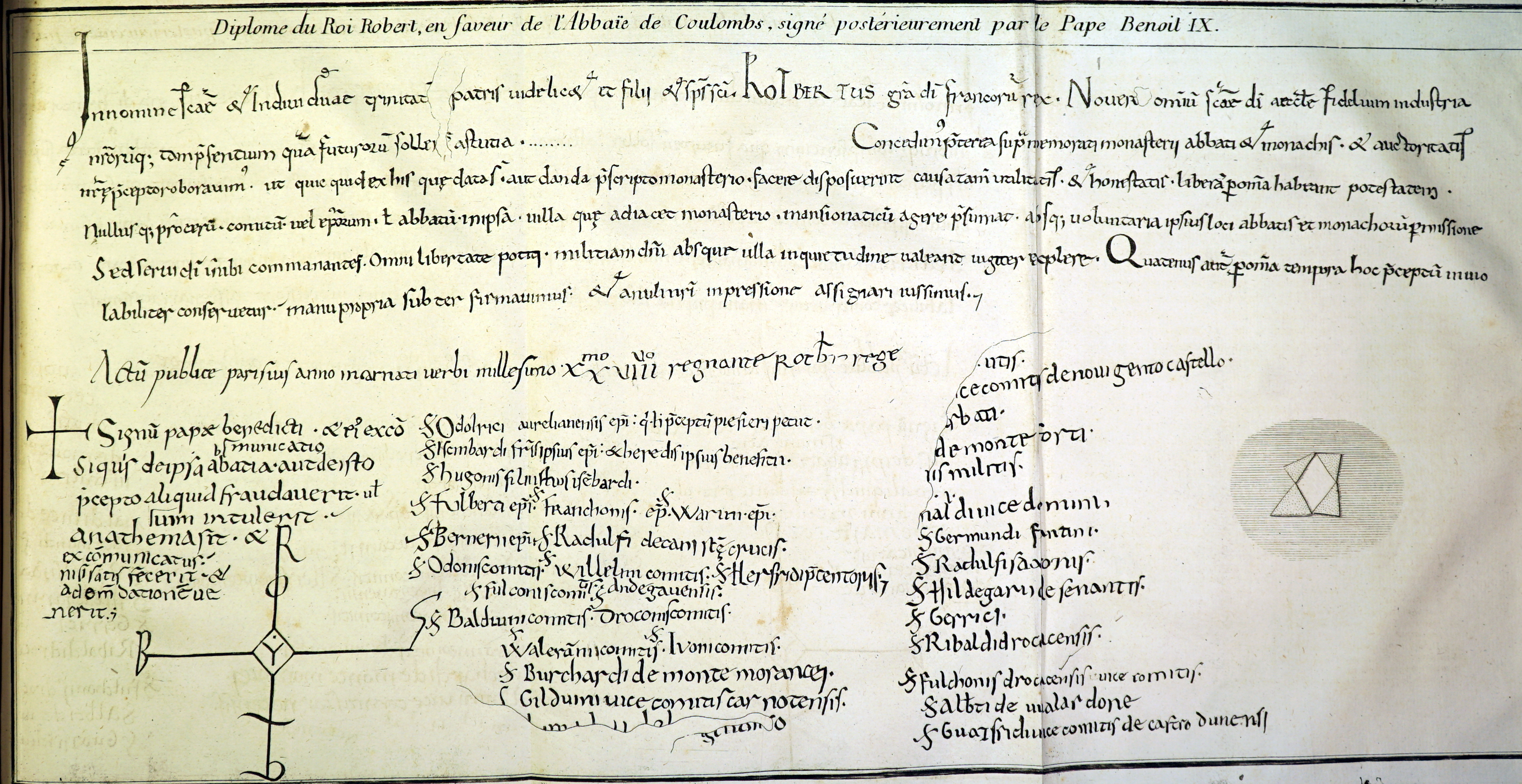
Diplom König Roberts II. zugunsten der Abtei von Coulombs, später unterzeichnet von Papst Benedikt IX. (gedruckt 1760)

Roberts zweite Ehe führte zu Komplikationen mit dem Klerus, denn er stand als Cousin zweiten Grades in zu naher Verwandtschaft zu Bertha. Ihre gemeinsamen Urgroßeltern waren König Heinrich I. und Mathilde von Sachsen. Die Großmutter väterlicherseits von Robert II., Hadwig von Sachsen, war die Schwester der Großmutter mütterlicherseits von Bertha, Gerberga von Sachsen. Diese nahe Verwandtschaft zwischen den Ehegatten, nämlich im 3. kanonischen Grad, veranlasste Papst Gregor V. im Jahr 998 dazu, eine Scheidung zu verlangen und durch Exkommunikation auch zu erzwingen. 1003 heiratete er dann Konstanze von der Provence, mit der er sieben Kinder hatte. Da Robert aber sein Verhältnis zu Bertha weiter führte, spaltete sich der Hof in den mächtigen familiären Anhang der beiden Frauen, auf Berthas Seite standen ihre Söhne aus dem Hause Blois, während Konstanze von dem Haus Anjou unterstützt wurde. Roberts Autorität gegenüber diesen mächtigen Fürsten war gering. Den Mord an dem Pfalzgrafen Hugo von Beauvais 1008 während eines Jagdausfluges des Hofes konnte er nicht gerichtlich verfolgen, da sich der verantwortliche Graf Fulko Nerra von Anjou einfach weigerte, vor dem Hofgericht zu erscheinen.
Nachdem im Jahr 1002 sein Onkel Heinrich gestorben war, versuchte Robert, die Gelegenheit zu nutzen, das Herzogtum Burgund der königlichen Domäne hinzuzufügen. Dabei traf er aber auf den Widerstand des burgundischen Adels unter der Führung des Grafen Otto Wilhelm, der selber einen Anspruch auf das Herzogtum erhob. Erst nachdem Robert 1005 Auxerre erobert hatte, zog Otto Wilhelm seine Ansprüche zurück. Der Krieg endete aber erst mit der Einnahme von Sens 1015 und dem Tod des oppositionellen Bischofs Brun von Langres 1016. Robert gelangte mit dem Adel Burgunds zu einem Kompromiss, indem die Autonomie des Herzogtums durch die Ernennung seines Sohnes Heinrich zum Herzog weiter gewahrt wurde.
Ein ähnliches Vorgehen versuchte Robert auch in der Champagne, nachdem dort um 1020 Graf Stephan von Meaux-Troyes gestorben war. Hier aber musste er der überlegenen militärischen Stärke des Grafen Odo II. von Blois nachgeben, der sich bis 1023 in der Champagne durchsetzen konnte. Zum Zwecke eines gemeinsamen Bündnisses gegen Odo traf sich Robert am 10. und 11. August 1023 mit Kaiser Heinrich II. bei Ivois. Diese Allianz endete aber schon mit dem Tod des Kaisers im folgenden Jahr, ohne irgendeinen Vorteil gebracht zu haben. Stattdessen schloss er mit Odo einen Frieden und erkannte ihm die Champagne zu. Robert versuchte, den Tod des Kaisers zu nutzen, um das 925 dem westfränkischen Regnum verloren gegangene Lothringen zurückzugewinnen. Gleichzeitig unterstützte er die Aspirationen Herzog Wilhelms V. von Aquitanien auf die italienische Krone, die zuvor schon ihm angeboten worden war. Diese Pläne scheiterten aber mit dem Verzicht Herzog Wilhelms auf Italien und der schnellen Durchsetzung des Saliers Konrad II. auf dem Thron im ostfränkischen Regnum.
Bereits im Jahr 1017 hatte Robert seinen erstgeborenen Sohn Hugo zum Mitkönig krönen lassen. Nach dessen Tod 1025 setzte er gegen den Widerstand seiner Frau die Krönung des zweitältesten Heinrich durch. Konstanze hatte sich für die Ansprüche ihres Lieblingssohnes Robert eingesetzt. Dieser Konflikt belastete Roberts letzte Lebensjahre und war auch nach seinem Tod 1031 noch nicht beigelegt. Er wurde in der Abtei Saint-Denis begraben.

### Nachleben
Den Beinamen „der Fromme“ erhielt der König aufgrund der von seinem Biographen Helgaud von Fleury geschilderten Frömmigkeit: Robert soll durch Handauflegen und Segnungen erfolgreich Wunden und Skrofeln geheilt und sich der Pflege Kranker und Aussätziger angenommen haben. Damit begründete er einen Brauch, der bis zum Ende der Monarchie von seinen Nachkommen weitergeführt wurde. Für Robert und seine unmittelbaren Nachfolger bildete das Attribut des wundertätigen Heilens eine Möglichkeit, sich gegenüber den mächtigen Fürsten ihrer Zeit abzugrenzen, da diese Fähigkeit nur gekrönten Personen kraft der göttlichen Gnade ihres Amtes zuerkannt wurde. Helgaud von Fleury beanspruchte, wenn auch vergeblich, das Leben Roberts als heiligenmäßig anzuerkennen.
Rodulfus Glaber bescheinigte dem König einen hohen Sinn für Bildung und Studium. Richer von Reims übte Anerkennung an dem Sachverstand Roberts in den Fächern der Theologie und des kanonischen Rechts. Der Bischof Adalbero von Laon widmete ihm die Schrift Carmen ad Rotbertum regem, in der er die funktionale Dreiteilung der menschlichen Gesellschaft in Geistliche, Kämpfer und Arbeiter, svw. Feudalismus, beschrieb. Dies ist überhaupt eine der frühsten Beschreibungen dieser gesellschaftlichen Ordnung, die das hohe Mittelalter prägte.
Indem er 1022 in Orléans eine Anzahl von kirchlichen Amtsträgern der Stadt, darunter den Beichtvater Konstanzes, als Ketzer verbrennen ließ, war Robert der erste mittelalterliche Herrscher, der eine Ketzerverbrennung anordnete.

## Nachkommen
Aus Roberts dritter Ehe mit Konstanze von der Provence gingen sieben Kinder hervor:
- Adele (Hadwig, * 1003; † nach 1063), Gräfin von Auxerre, ⚭ 1028 mit Graf Rainald I. von Nevers († 1040)
- Hugo (* 1007; † 17. September 1025), Kronprinz und ab 1017 Mitkönig
- Heinrich I. (* 1008; † 4. August 1060), Roberts Nachfolger als König von Frankreich
- Adela (auch Adelheid, Adelaide oder Alix) (* 1009/1014; † 8. Januar 1079)

1. ⚭ 1027 mit Herzog Richard III. von Normandie († 1027)
2. ⚭ 1028 mit Graf Balduin V. von Flandern († 1067)

- Robert (* 1011; † 21. März 1076), ab 1025 Herzog von Burgund
- Odo (* 1012/13; † 1056),
- Beatrice
- Constance (* 1014; † 1052)

Zudem war Robert II. Vater des unehelichen Rudolf (Raoul), der um 1060 als Erzbischof von Bourges genannt wird.